# Griseotyrannus aurantioatrocristatus
El tuquito gris (en Argentina, Chile, Paraguay y Uruguay) (Griseotyrannus aurantioatrocristatus), también denominado atrapamoscas coronidorado (en Colombia), mosquero-pizarroso coronado (en Perú), suirirí cabeza negra (en Uruguay) o atrapamoscas copete negro y amarillo (en Venezuela), es una especie de ave paseriforme de la familia Tyrannidae. Es la única del género monotípico Griseotryrannus, colocada en el género Empidonomus por algunos autores. Es nativa de América del Sur.

## Distribución y hábitat
El tuquito gris nidifica desde el noreste de Brasil, hacia el sur, por Bolivia, Paraguay, hasta el centro sur de  Argentina y Uruguay, migra hacia el oeste de la Amazonia en Brasil, sureste de Colombia, este de Ecuador, este de Perú y  sur de Venezuela durante los inviernos australes. Se le ha registrado en Calama, Chile.
Esta especie es considerada común en sus hábitats naturales: los bosques húmedos subtropicales o tropicales de tierras bajas y las sabanas secas con pocos árboles dispersos. Hasta los 2000 m de altitud en Bolivia. En su mayoría migra hacia el oeste y el centro de la cuenca del Amazonas como residente no reproductivo, excepto en el sureste, bordeando el Cerrado y el Pantanal, donde reside en gran parte del cerrado oeste y hacia el sur. Allí prefiere el dosel y los bordes de bosques, generalmente permaneciendo bien arriba del suelo.

## Descripción
Mide 18 cm de longitud. Es gris pardusco por arriba, con una corona negra contrastante, con una mancha amarilla semioculta; lista superciliar gris y lista oscura por el ojo. Por abajo es gris pizarroso, más claro en el vientre. Su apariencia general es grisácea y a veces parece tener el alto de la cabeza achatado.

## Comportamiento

### Alimentación
En general es solitario, posa en locales expuestos, como lo alto de árboles, desde donde parte para capturar insectos alados en vuelo, volviendo después para la misma percha; ocasionalmente se alimenta también de frutos.

### Vocalización
En general es silencioso, durante la reproducción da un «psi-sí» débil (que recuerda la vocalización del tuquito rayado), a veces en serie.

## Sistemática

### Descripción original
La especie G. aurantioatrocristatus fue descrita por primera vez por los naturalistas franceses Alcide d'Orbigny y Frédéric de Lafresnaye en 1837 bajo el nombre científico Tyrannus aurantio-atro cristatus [sic]; la localidad tipo es: «Valle Grande, Santa Cruz, Bolivia».
El género Griseotyrannus fue descrito por el ornitólogo estadounidense Wesley Edwin Lanyon en 1984.

### Etimología
El nombre genérico femenino «Griseotyrannus» se compone de las palabras del latín «griseus» que significa ‘gris’, y del género Tyrannus que significa ‘tirano’, ‘dictador’; y el nombre de la especie «aurantioatrocristatus», se compone de las palabras del latín «aurantius» que significa ‘dorado’, «ater, atri» que significa ‘negro’ y «cristatus» que significa ‘crestado’.

### Taxonomía
A pesar de sus plumajes muy diferentes, por mucho tiempo estuvo colocada en el género Empidonomus debido a las similitudes de vocalización y comportamiento; más tarde separado en su propio género con base principalmente en varias diferencias derivadas exclusivas en la morfología de la siringe.
La mayoría de los autores y clasificaciones, como el Congreso Ornitológico Internacional (IOC), Aves del Mundo (HBW), y Birdlife International (BLI), colocan a la presente especie en un género monotípico propio, sin embargo, el Comité de Clasificación de Sudamérica (SACC) y Clements Checklist/eBird continúan a situarlo en Empidonomus como el sinónimo Empidonomus aurantioatrocristatus. Estas clasificaciones sostienen que la distancia genética entre las dos especies es todavía menor que la distancia entre especies similares pertenecientes a un único género, como demostrado por los estudios de Tello et al. (2009).
Los amplios estudios genético-moleculares realizados por Tello et al. (2009) descubrieron una cantidad de relaciones novedosas dentro de la familia Tyrannidae que todavía no están reflejadas en la mayoría de las clasificaciones. Siguiendo estos estudios, Ohlson et al. (2013) propusieron dividir Tyrannidae en cinco familias. Según el ordenamiento propuesto, Griseotyrannus permanece en Tyrannidae, en una subfamilia Tyranninae Vigors, 1825, en una tribu Tyrannini Vigors, 1825, junto a Pitangus, Philohydor, Machetornis, Tyrannopsis, Megarynchus, Myiodynastes, Conopias (provisoriamente), Phelpsia (provisoriamente), Myiozetetes, Empidonomus y Tyrannus.
Un dato curioso acerca del nombre científico de esta especie es que su nomenclatura binomial es la más larga de todas las especies de aves, totalizando quince sílabas.

### Subespecies
Según las clasificaciones del IOC y Clements Checklist, se reconocen dos subespecies, con su correspondiente distribución geográfica:
- Griseotyrannus aurantioatrocristatus pallidiventris (Hellmayr, 1929) - centro este de Brasil (este de Pará hacia el este hasta Maranhão y Piauí, al sur hasta el norte de Goiás).
- Griseotyrannus aurantioatrocristatus aurantioatrocristatus (d’Orbigny & Lafresnaye, 1837) - nidifica en el norte y este de Bolivia (al sur desde el Beni), centro oeste y sur de Brasil (sur de Mato Grosso al este hasta el oeste de Minas Gerais, al sur hasta Mato Grosso do Sul, extremo oeste de Paraná, Santa Catarina y oeste de Río Grande del Sur), norte y centro de Argentina (al sur hasta Mendoza, La Pampa, norte de Río Negro y Buenos Aires), Paraguay (especialmente al oeste del río Paraguay) y Uruguay; migra hacia el norte hasta el oeste de la Amazonia.